# Lijst van urbanartiesten en -groepen
Dit is een lijst van urbanpopartiesten en -groepen.

## 1-9
- 2Pac
- 50 Cent

## A
- Aaliyah
- Adeva
- Akon
- Alicia Keys
- Ashanti
- Alchemist

## B
- Beastie Boys
- Beyoncé
- Black Eyed Peas, The
- Blackstreet
- Bobby Brown
- Chris Brown
- Bobby V
- Brandy
- Busta Rhymes

## C
- Coolio
- Cassidy
- Cypress Hill
- Ciara

## D
- D12
- De La Soul
- Destiny's Child
- DMX
- Dr. Dre

## E
- Eamon
- Eazy-E
- Eminem
- Eve

## F
- Fat Joe
- Fabolous
- Fergie
- Fugees

## G
- G-Unit
- Gang Starr
- Game

## H
- Houston

## I
- Ice Cube
- Ice-T

## J
- Jamelia
- Janet Jackson
- Ja Rule
- Jay-Z
- Jennifer Lopez
- Jermaine Dupri
- JoJo
- Justin Timberlake

## K
- Kanye West
- Kat DeLuna
- Kelis
- Kelly Rowland
- Keri Hilson

## L
- Lauryn Hill
- Ludacris
- Luniz
- LL Cool J
- Lil' Kim
- Lil Wayne
- Lloyd Banks

## M
- Mary J. Blige
- Mase
- Missy Elliott
- Mobb Deep
- Momoiro Clover Z
- Method Man
- M.O.P.
- Mos Def

## N
- Nelly
- N.E.R.D
- Nate Dogg
- Nas
- The Notorious B.I.G.
- N.W.A

## O
- OutKast
- Obie Trice

## P
- Pharrell Williams
- Puff Daddy
- Petey Pablo
- Public Enemy

## R
- R. Kelly
- Redman

## S
- Sean Paul
- Snoop Dogg
- Sticky Fingaz

## T
- The Black Eyed Peas
- Three 6 Mafia
- T.I.
- Timbaland
- TLC

## U
- Usher

## V
- Vanilla Ice

## W
- Wu-Tang Clan
- Warren G
- Wyclef Jean

## X
- Xzibit

## Y
- Young Buck
- Ying Yang Twins

## Z
- Z-Ro